# 森山纪之
森山纪之（日语： Moriyama Noriyuki，1947年—），日本放射医学家，出生于和歌山县。1973年毕业于千叶大学医学部。1976年进入日本国立癌症研究中心放射诊断科。1998年任该中心中央医院放射线诊断科科长。参与了HelicalscanX线 CT装置的开发，为癌症的早期发现做了贡献。2005年获得高松宫妃癌研究基金学术奖。2007年获得朝日癌症大奖。